# Sonny
Sonny (prt: Sonny; bra: Sonny, o Amante) é um filme de drama policial estadunidense de 2002 estrelado por James Franco, Harry Dean Stanton, Brenda Blethyn, Mena Suvari e Josie Davis. Baseado em um roteiro de John Carlen, o filme marcou a estreia na direção de Nicolas Cage, que faz uma participação especial. Foi co-produzido pela produtora de Cage, Saturn Films.

## Enredo
Sonny (Franco) é filho de Jewel (Blethyn), que dirige um pequeno bordel em Nova Orleans, Louisiana. Sonny volta para casa do exército, ficando com sua mãe enquanto espera para começar o trabalho que um amigo seu do exército lhe prometeu. Jewel tenta convencer Sonny a voltar a trabalhar para ela como fazia antes do exército, dizendo que muitos de seus antigos clientes ainda sentem sua falta e ele foi o melhor gigolô que ela já teve.
Sonny repetidamente a rejeita, querendo deixar aquela vida para trás. No entanto, o trabalho que lhe foi prometido nunca se concretiza e ele é forçado a voltar a trabalhar para a mãe. Jewel recrutou recentemente uma nova garota para o bordel, Carol (Suvari), que conhece Sonny e se apaixona por ele. Eles falam em sair juntos.
Um dos clientes de Carol, um homem mais velho, a pede em casamento. Ela inicialmente recusa, esperando ir embora com Sonny. Ela e Sonny se desentendem quando ele não consegue se esforçar para sair do negócio, tornando-se cada vez mais introvertido e deprimido, com acessos de raiva ocasionais à medida que procura mais trabalho. No final das contas, Carol aceita a proposta de casamento.

## Elenco
- James Franco como Sonny
- Brenda Blethyn como joia
- Harry Dean Stanton como Henry
- Mena Suvari como Carol
- Seymour Cassel como Albert
- Josie Davis como Gretchen
- Nicolas Cage como ácido amarelo
- Brenda Vaccaro como Meg
- Marc Coppola como Jimmy no Mattie's

## Recepção
O filme não foi bem recebido no lançamento, com uma classificação de 23% na avaliação agregada do Rotten Tomatoes com base em 26 avaliações. O consenso do site afirma: "Sonny está afundado pela evidente incapacidade do estreante diretor Nicolas Cage de localizar o cerne da história de seu filme - ou modular adequadamente as performances de seu elenco." No entanto, Tommy Wiseau é um fã do filme, e a atuação de Franco nele deu a Wiseau fé na capacidade de Franco de retratá-lo com respeito em The Disaster Artist.